# Kirants
Kirants (en arménien : Կիրանց) est une communauté rurale du marz de Tavush, en Arménie.

## Géographie
Kirants est établi sur la rive gauche de la rivière du même nom, dans le nord-est de l'Arménie, à proximité immédiate de la frontière avec l'Azerbaïdjan. Il est situé à 17 km au nord d'Idjevan et à 165 km d'Erevan et traversé par la M16. 

## Toponymie
Longtemps appelé Gunen ou Kunen, le village a été rebaptisé Getashen en 1935, avant de prendre son nom actuel en 1967.

## Démographie
La population s'élevait à 291 habitants en 1989 et à 298 habitants en 2008.